# Олімпійська збірна Японії з футболу
Олімпійська збірна Японії з футболу (яп. U-23サッカー日本代表) — футбольна збірна, що представляє Японію на міжнародних футбольних змаганнях. Відбір гравців враховує те, що всі футболісти мають бути у віці до 23 років, окрім трьох футболістів. Команда контролюється Асоціацією футболу Японії. 

## Історія
До початку 1990-х років на футбольному турнірі Олімпійських ігор від Азії виступали національні збірні, у такому статусі Японія була представлена на олімпійських турнірах 1936, 1956, 1964 та 1968 років і на останньому з них здобула бронзові нагороди..
З 1992 року на турнірі стали брати участь команди до 23 років з лише трьома гравцями старше цього віку, тому була заснована окрема олімпійська збірна Японії. Ця збірна стала брати участь у всіх поспіль олімпійських футбольних турнірах починаючи з 1996 року. У змаганнях 2012 і 2020 років команда посідала 4 місце.
З 2002 року футбольний турнір Азійських ігор також перейшов на формат з національних збірних на олімпійські, завдяки чому олімпійська збірна Японії почала брати участь і в цьому турнірі, вигравши золоті нагороди у 2010 році та срібні у 2002 та 2018 роках.
З 2013 року почав розігруватись молодіжний чемпіонат Азії U-23, який став кваліфікацією до Олімпійських ігор і в якому стали брати участь олімпійські збірні, але без використання гравців старше 23 років. На цьому турнірі Японія у 2016 році здобувала золоті нагороди.

## Статистика виступів

### Олімпійські ігри
| Олімпійські ігри | Олімпійські ігри             | Олімпійські ігри             | Олімпійські ігри             | Олімпійські ігри             | Олімпійські ігри             | Олімпійські ігри             | Олімпійські ігри             | Олімпійські ігри             | Олімпійські ігри |
| Рік              | Раунд                        | Місце                        | І                            | В                            | Н*                           | П                            | ГЗ                           | ГП                           |                  |
| ---------------- | ---------------------------- | ---------------------------- | ---------------------------- | ---------------------------- | ---------------------------- | ---------------------------- | ---------------------------- | ---------------------------- | ---------------- |
| 1908–1988        | Див. Збірна Японії з футболу | Див. Збірна Японії з футболу | Див. Збірна Японії з футболу | Див. Збірна Японії з футболу | Див. Збірна Японії з футболу | Див. Збірна Японії з футболу | Див. Збірна Японії з футболу | Див. Збірна Японії з футболу |                  |
| 1992             | Не кваліфікувались           | Не кваліфікувались           | Не кваліфікувались           | Не кваліфікувались           | Не кваліфікувались           | Не кваліфікувались           | Не кваліфікувались           | Не кваліфікувались           |                  |
| 1996             | Груповий етап                | 9                            | 3                            | 2                            | 0                            | 1                            | 4                            | 4                            |                  |
| 2000             | Чвертьфінал                  | 5                            | 4                            | 2                            | 1                            | 1                            | 6                            | 5                            |                  |
| 2004             | Груповий етап                | 13                           | 3                            | 1                            | 0                            | 2                            | 6                            | 7                            |                  |
| 2008             | Груповий етап                | 15                           | 3                            | 0                            | 0                            | 3                            | 1                            | 4                            |                  |
| 2012             | 4 місце                      | 4                            | 6                            | 3                            | 1                            | 2                            | 6                            | 5                            |                  |
| 2016             | Груповий етап                | 10                           | 3                            | 1                            | 1                            | 1                            | 7                            | 7                            |                  |
| 2020             | 4 місце                      | 4                            | 6                            | 3                            | 1                            | 2                            | 8                            | 5                            |                  |
| 2024             |                              |                              |                              |                              |                              |                              |                              |                              |                  |
| Всього           |                              | 7/7                          | 28                           | 12                           | 4                            | 12                           | 38                           | 38                           |                  |

### Молодіжний чемпіонат Азії
| Молодіжний чемпіонат Азії U-23 | Молодіжний чемпіонат Азії U-23 | Молодіжний чемпіонат Азії U-23 | Молодіжний чемпіонат Азії U-23 | Молодіжний чемпіонат Азії U-23 | Молодіжний чемпіонат Азії U-23 | Молодіжний чемпіонат Азії U-23 | Молодіжний чемпіонат Азії U-23 | Молодіжний чемпіонат Азії U-23 |
| Рік                            | Раунд                          | Місце                          | І                              | В                              | Н*                             | П                              | ГЗ                             | ГП                             |
| ------------------------------ | ------------------------------ | ------------------------------ | ------------------------------ | ------------------------------ | ------------------------------ | ------------------------------ | ------------------------------ | ------------------------------ |
| 2013                           | Чвертьфінал                    | 7                              | 4                              | 1                              | 2                              | 1                              | 8                              | 5                              |
| 2016                           | Золото                         | 1                              | 6                              | 6                              | 0                              | 0                              | 15                             | 4                              |
| 2018                           | Чвертьфінал                    | 5                              | 4                              | 3                              | 0                              | 1                              | 5                              | 5                              |
| 2020                           | Груповий етап                  | 15                             | 3                              | 0                              | 1                              | 2                              | 3                              | 5                              |
| 2022                           |                                |                                |                                |                                |                                |                                |                                |                                |
| Всього                         | 4/4                            |                                | 17                             | 10                             | 3                              | 4                              | 31                             | 19                             |

### Азійські ігри
| Азійські ігри | Азійські ігри | Азійські ігри | Азійські ігри | Азійські ігри | Азійські ігри | Азійські ігри | Азійські ігри | Азійські ігри |
| Рік           | Раунд         | Місце         | І             | В             | Н*            | П             | ГЗ            | ГП            |
| ------------- | ------------- | ------------- | ------------- | ------------- | ------------- | ------------- | ------------- | ------------- |
| 2002          | Срібло        | 2             | 6             | 5             | 0             | 1             | 13            | 4             |
| 2006          | 1 раунд       | 11            | 3             | 2             | 0             | 1             | 5             | 4             |
| 2010          | Золото        | 1             | 7             | 7             | 0             | 0             | 17            | 1             |
| 2014          | Чвертьфінал   | 6             | 5             | 3             | 0             | 2             | 10            | 5             |
| 2018          | Срібло        | 2             | 7             | 5             | 0             | 2             | 10            | 4             |
| 2022          |               |               |               |               |               |               |               |               |
| Всього        | 5/5           |               | 28            | 22            | 0             | 6             | 55            | 18            |

## Головні тренери
Станом на 2021 рік
- Йосітада Ямаґуті (1990–1992)
- Акіра Нісіно (1993–1996)
- Філіпп Труссьє (1998–2000)
- Масакуні Ямамото (2002–2004)
- Ясухару Соріматі (2006–2008)
- Такасі Секідзука (2010–2012)
- Макото Тегураморі (2014–2016)
- Хадзіме Моріясу (2017–2020)
- Акінобу Йокоуті (2020)
- Хадзіме Моріясу (2020–)[2]